# De dochter van de wind
De dochter van de wind (Frans: La Fille du vent) is het 9de album uit de stripreeks Yoko Tsuno en het eerste album dat zich afspeelt in Yoko's geboorteland Japan.

## Het verhaal

### Hong Kong
Meneer Tsjeng, een oude vriend van Yoko Tsuno's familie, heeft haar gevraagd naar Hongkong te komen, om haar vader Seiki Tsuno voor een "dwaasheid" te behoeden. Met haar vrienden Ben en Paul reist ze naar Hong Kong, waar ze van meneer Tsjeng hoort dat haar vader, die geofysicus is, met de Japanse industrieel Ito Kazuky met het creëren van kunstmatige tyfoons experimenteerde. Yoko's vader deed dit om tyfoons beter te kunnen begrijpen, maar Kazuky zag er een krachtig wapen in, dat Japan weer iets van z'n oude macht kon terugbezorgen.
Toen Yoko's vader dit doorhad, eindigde de samenwerking en nu maakt Kazuky kunstmatige tyfoons, die Yoko's vader dan weer vernietigt. Deze strijd begint het weer in Zuidoost-Azië te beïnvloeden, maar de kemphanen willen hun strijd niet eindigen voordat de ander verslagen is. Meneer Tsjeng hoopt dat Yoko haar vader tot inkeer kan brengen. Er is besloten om Yoko stiekem Japan binnen te smokkelen, zodat de medestanders van Kazuky niets tegen haar kunnen ondernemen.

### Japan
Met een parachute wordt ze boven het eiland waar haar familie woont gedropt, en eenmaal op Japanse bodem geland weet Yoko maar net uit de handen van een groep van Kazuky's ninja's te blijven, die haar stonden op te wachten. Ze vraagt hulp aan de in de Tweede Wereldoorlog door haar vader uit zee geredde kamikazepiloot Aoki, die in Yoko's kinderjaren haar beste vriend was. Yoko roept met haar zender haar vrienden op, en weer kunnen ze net aan Kazuky's mannen ontsnappen: Paul en Ben pikken hen op met een boot. Maar dan wekt Kazuky met raketten waterhozen op, die hun boot tot zinken brengt. De vier vluchtelingen nemen hun toevlucht tot een boei, waar ze door Kazuky's onderzeeboot worden opgepikt.

### Yamato
Ze worden naar Kazuky's onderwaterbasis gebracht, die op het wrak van de Yamato is gebouwd. Van hieruit wil Kazuky zijn tyfoonraketten demonstreren aan de toegestroomde militairen, hoogwaardigheidsbekleders en verslaggevers. De volgende dag begint het spektakel: Kazuky lanceert een raket die op grote hoogte ontploft: de wolken lijken naar de omhoogkomende zee te grijpen en ontwikkelt zich tot een indrukwekkende wervelstorm. Yoko's vader stuurt er neutralisatieraketten op af, maar Kazuky neemt de controle over en laat de projectielen afbuigen, zodat ze naast de hoos ontploffen. Maar de ontploffing heeft de baan van de tyfoon veranderd en deze zal nu over Kyushu trekken. Kazuky wil zijn tyfoon niet laten afzwakken, waarna een van zijn mannen tegen hem in opstand komt. In het daaropvolgende gevecht kunnen Yoko en haar vrienden met een reparatieduikboot ontsnappen. Ze saboteren eerst Kazuky's andere raketten en voegen zich daarna bij Yoko's vader.

### Tegen-actie
De hoos trekt door een lagedrukgebied en wordt steeds krachtiger: conventionele raketten kunnen hem niet meer deren. Seiki Tsuno kan alleen nog maar zijn ultieme wapen gebruiken; een atoombom. Yoko zal met een koolstofvezel-straaljager een overdrukbom boven de storm afwerpen, terwijl Aoki met een tweelingtoestel in de hoos moet vliegen en de atoombom in het hart van de storm moet afwerpen. Voordat hij laag genoeg is breekt een vleugel, waarna Aoki met vliegtuig en al omlaag duikt en de atoombom tot ontploffing brengt. Aoki geeft zijn leven voor Japan, iets wat hij eigenlijk al in de oorlog wilde doen. De hoos is verdwenen en alleen een paddenstoelwolk blijft over.